# Triclema lamias
Triclema lamias är en fjärilsart som beskrevs av William Chapman Hewitson 1878. Triclema lamias ingår i släktet Triclema och familjen juvelvingar. Inga underarter finns listade i Catalogue of Life.